# Philodromus psaronius
Philodromus psaronius este o specie de păianjeni din genul Philodromus, familia Philodromidae, descrisă de Charles Denton Dondale și Redner, 1968. Conform Catalogue of Life specia Philodromus psaronius nu are subspecii cunoscute.